# 동대문역사문화공원
동대문역사문화공원(東大門歷史文化公園)은 서울특별시 중구의 옛 동대문운동장 부지에 구축된 서울의 옛 역사를 보여주려는 취지로 만들어진 공원이다.

## 개요
대한민국 사회에서는 예전부터 동대문운동장으로 잘 알려진 곳이며, 조선 시대에는 치안을 담당하던 하도감과 훈련도감이 있던 곳이기도 하다. 1925년 일제(日帝)에 의해서 경성운동장으로 바뀌게 되었다가 해방 후에 서울운동장으로 명칭이 1985년 동대문운동장으로 명칭이 바뀌었다가 2008년 동대문운동장이 철거되고 공원화가 조성되면서 현재의 명칭으로 바뀌었다. 공원에는 조성 당시 발견되었던 조선왕조 때 유물과 석물(石物)이 전시되어 있었으며, 입구에는 동대문운동장 기념관이 있다.

## 동대문운동장 기념관
옛 동대문운동장의 추억, 업적을 전시, 관람할 수 있는 전시관 등으로 동대문역사문화공원 입구에 위치해 있다. 이 전시관에서는 옛 동대문운동장에서 있었던 역대 스포츠 경기 정보와 각종 스포츠 관련 유물과 옛 동대문운동장 당시 모습을 본딴 모형물을 전시하고 있다. 